# تاکاهیرو وادا
تاکاهیرو وادا (به ژاپنی: 和田貴広؛ زادهٔ ۱۶ نوامبر ۱۹۷۱) کشتی‌گیر پیشین اهل ژاپن است که در دسته‌های ۶۲، ۶۳ و ۶۹ کیلوگرم کشتی آزاد رقابت می‌کرد. او نایب‌قهرمان مسابقات قهرمانی کشتی جهان (۱۹۹۵) و برندهٔ مدال طلای بازی‌های آسیایی (۱۹۹۴) است. وادا همچنین یک مدال طلا (۱۹۹۶)، دو نقره (۱۹۹۳، ۱۹۹۹) و یک برنز (۱۹۹۵) را از مسابقات قهرمانی کشتی آسیا کسب کرده است.
تاکاهیرو وادا ملی‌پوش دستهٔ ۶۲ کیلوگرم ژاپن در المپیک ۱۹۹۶ آتلانتا بود که در این مسابقات کشتی‌گیر رومانی را ۱۱ بر ۰، رامیل اسلامف ازبکستانی را ۳–۲، سرگی اسمال از بلاروس ۳–۰ و همچنین مارتین کالدر کانادایی و ماگومد عزیزف روس را شکست داد اما در نیمه‌نهایی به البروس تدیف از اوکراین باخت و به مقام چهارم رسید. او در المپیک ۲۰۰۰ سیدنی هم حضور داشت که در دور اول به زازا زازیروف اوکراینی باخت.